# بخش کلوی
بخش کلوی (به فرانسوی: Arrondissement de Calvi) یک بخش در فرانسه است که در کرس شمالی واقع شده‌است.